# Culinária da Costa Rica
A culinária da Costa Rica é conhecida por ser saborosa e bastante suave, incluindo muitas frutas e legumes. O acompanhamento principal consiste de arroz e feijão preto, o qual, em muitos lares, é comido nas três refeições do dia não só na Costa Rica como também em outros países da América Central.
Ao pequeno-almoço, o prato nacional tradicional da Costa Rica é o chamado gallo pinto, e consiste de arroz, feijão (em geral preto, mas por vezes também vermelho), coentro, pimentão e cebola misturados, e, por vezes, ligeiramente fritos. Um molho local chamado Salsa Lizano (também conhecido como salsa inglesa) é usado com freqüência a fim de dar um toque de especiarias ao prato. Sobresai especialmente o sabor do cominho. Por vezes acrescentam-se natas azedas à mistura para variar.
A bebida tradicional do pequeno-almoço, além do café, é chamada água dulce (água doce), e é feita a partir de açúcar amarelo bem forte. O açúcar é derretido e esculpido em secções cónicas com a ponta retirada, após o que parte deste "dulce" é raspada e diluída em água fervente para fazer a água dulce.
Para o almoço, o prato nacional tradicional tem o nome de casado, e de novo consiste de arroz e feijão, embora desta vez eles não sejam misturados. Geralmente há algum tipo de carne (carne assada, peixe ou galinha) e uma salada para completar. Também pode haver acompanhamentos como bananas-de-são-tomé fritas ou queijo fresco. As bebidas tradicionais chamam-se refrescos, e consistem de frutos liquidificados, dissolvidos em água ou leite e adoçados ao gosto de cada um. Há muitas variedades
Os vegetais frescos são um ingrediente importante em muitos pratos principais, e membros da família das abóboras são particularmente comuns. Estas incluem variedades como abobrinha, zapallo, chayote e ayote. Batatas, cebolas e pimenta vermelha são outros ingredientes comuns. O pimentão é muito frequentemente como tempero, até mesmo nos feijões.
Café, banana e cebola são os três principais produtos agrícolas para exportação no país, e também fazem parte da culinária local. O café é geralmente servido ao pequeno-almoço e durante as tradicionais pausas para café da tarde, normalmente em torno das 15h. Esse café é geralmente um pouco mais fraco do que o café que tomamos no Brasil, porem é servido em canecas cheias, misturado com leite ou não. 
A banana-de-são-tomé é outra fruta muito usada, que pode ser servida de várias maneiras, como frita em manteiga, ainda verde, ou em molhos baseados em mel ou açúcar. Pratos de milho doce são refeições tradicionais comuns, como o pozole (sopa de milho), as chorreadas (panquecas de milho) etc.
Outros alimentos costa-riquenhos são tortilhas, queijo fresco e picadillos. As tortilhas são usadas como acompanhamento de muitas refeições, e os ticos costumam encher as suas tortilhas com o que quer que estejam a comer, criando assim um gallo. O queijo fresco não é processado,  é feito com a adição de sal ao leite durante a produção. Os picadillos são combinações de carne e vegetais, em que um ou mais vegetais são cortados em forma de cubo, misturados com bife e temperados com especiarias. Os vegetais mais comuns são batata, feijão verde, abóbora, ayote, chayote e arracache. Geralmente, os picadillos são comidos como gallos.